# Anette Fischer
Anette Fischer, född Klausen 13 juli 1946 i Frederiksberg, Danmark, död 11 juli 1992 i Florens, Italien, var en dansk bibliotekarie och människorättsaktivist. Hon var engagerad i Amnesty International och var ordförande för både den danska sektionen (1986-1989) och för organisationens internationella styrelse (1991-1992). I det senare fallet var hon både den första kvinnan och den första personen från Danmark som innehade uppdraget. Hennes plötsliga död 1992 uppmärksammades i internationella media.
Anette Fischer avlade studentexamen från Ballerup Gymnasium 1965 och utexaminerades som bibliotekarie från Danmarks Biblioteksskole 1970. 1972-1974 var hon tillsammans med sin man Carl Eli Fischer (1949-1992) u-landsfrivillig i Tanzania. Hon var därefter anställd på Filmmuseets Bibliotek och Rødovre Bibliotek.
Fischer blev invald i styrelsen för den danska sektionen av Amnesty International (AI) 1983 och valdes sedan till styrelseordförande 1986. Hon var sektionens första ordförande då den dessförinnan hade haft en kollektiv ledning och platt organisation. Som ordförande stod hon  bakom flera kampanjer mot människorättsbrott i Irak, Iran samt i Israel och Palestina. Hon blev invald i AI:s internationella styrelse 1989 och blev ordförande för hela organisationen 1991. Hon var både den första kvinnan och den första personen från Danmark som innehade uppdraget. Hon omkom i en trafikolycka i Italien 1992 vilket uppmärksammades i internationella media.